# ایوان تروبتسکوی
ایوان تروبتسکوی (روسی: Иван Юрьевич Трубецкой؛ ۲۸ ژوئن ۱۶۶۷ – ۲۷ ژانویهٔ ۱۷۵۰) یک فیلد مارشال اهل روسیه بود.
وی از حلقه نزدیکان پتر یکم تزار روسیه بود و در سال ۱۶۹۲ به درجه بویار رسید.وی از فرماندهان نیروهای روس در جریان لشکرکشی‌های آزوف بود.در سال ۱۶۹۹ فرماندار نووگورود شد.در سال ۱۷۰۰ میلادی و در جریان نبرد ناروا (از نبردهای جنگ بزرگ شمالی) نیروهای خود را تسلیم نیروهای سوئد کرد.وی دستگیر شد و در سوئد زندانی بود که در سال ۱۷۱۸ آزاد شد.وی در هنگام مرگ در سال ۱۷۵۰ آخرین بویار زنده مانده در روسیه بود.